# Proto-Yue
Il proto-Yue (in cinese: 原始广东话) è un proto-lingua che si è separata dal primo cinese medio ed è l'antenato comune di tutti i dialetti Yue (粵語 Jyut6jyu5), incluso il cantonese (廣東話 Gwong2dung1waa2),  la cui variante più prestigiosa è quella di Hong Kong.
Il proto-Yue non ha una sigla o abbreviazione con cui è indicato ma, se si prende la sigla del proto-Min ("pMin"), la sigla per analogia è "pYue".
In passato, il proto-Yue veniva chiamato impropriamente "proto-cantonese"; in realtà, il cantonese è un dialetto di una famiglia di dialetti più vasta, la famiglia Yue.

## Storia della lingua
Il proto-Yue si è separato nell'ultimo periodo del primo cinese medio durante una massiccia emigrazione di cinesi nel Guangdong per sfuggire ai massacri durante la rivolta di Huang Chao (黄巢) e Wang Xianzhi (王仙芝) contro i Tang e le guerre delle Cinque Dinastie (874-884; 907-979). Tuttavia, Karen Huang contesta questo dato di fatto, siccome i cinesi del nord migravano a sud ogni volta che scoppiava un tumulto grossomodo fin dal passaggio tra la dinastia Qin e la dinastia Han dal 222 a.C. (e dunque dai tempi in cui era parlato il cinese antico imperiale, prima del cinese degli Han orientali). Queste periodiche migrazioni continuarono fino al periodo del primo cinese medio. Per cui, secondo Huang, il pYue non discende dal primo cinese medio, ma potrebbe esistere un nesso tra il proto-Yue e il primo cinese medio siccome quest'ultimo avrebbe influenzato il pYue.
Dal pYue, derivano tutti i dialetti Yue, per cui è una lingua estinta ma ricostruibile dai dati linguistici. Il più prestigioso e diffuso tra i dialetti Yue è il cantonese, che era già pienamente sviluppato durante la dinastia Ming (1368-1644): le prime opere note risalgono alla fine della dinastia Ming e all'inizio della dinastia Qing, per cui in quella fase il cantonese era sviluppato al punto tale da essere usato in composizioni letterarie e essere trattato in rimari. Il cantonese è anche il primo dialetto Yue a essere attestato e le prime fonti sono opere cinesi. La trascrizione maggiormente usata oggi è lo Jyutping, che ha soppiantato il sistema Yale e Sidney Lau.
Il cantonese è attestato per la prima volta in un rimario cinese, il Fenyun Cuoyao 分韵撮要 di un autore anonimo. Il rimario è stato pubblicato all'inizio del periodo Qing (1644-1912), ma non è disponibile l'anno di pubblicazione esatto. Il dizionario ebbe già una grande fortuna nel periodo dell'imperatore Qianlong e Jiaqing e fu ristampato più volte; non a caso è pervenuto grazie alle ristampe. Il primo esemplare pervenuto è una ristampa della prima edizione a cura di Wen Qishan (温岐山) ed è conservato nella Biblioteca Nazionale Bavarese (Bayerische Staatsbibliothek) a Monaco di Baviera, in Germania. Il fatto che il primo esemplare è una ristampa della prima edizione è la dicitura in copertina "梓行" (zixing); il primo carattere è un riferimento ai blocchi per stampare a impressione e la dicitura indica che è un'opera mandata direttamente da fare stampare, dunque senza una seconda edizione che ha alterato il contenuto. Il secondo esemplare è un'altra ristampa, lo Yuanheng Zihui Fenyun Cuoyao 元亨字汇分韵撮要, conservato nella biblioteca dell'Università di Leiden. L'opera presumibilmente è stata editata da Wen Qishan insieme a Wen Duoshi (温端石) e apparteneva a un collezionista appassionato di lingua cinese, Jean Theodore Royer (鲁瓦耶); l'anno della ristampa non è indicato, ma si sa che Royer conosceva la lingua cinese già nel 1773.
La seconda opera che attesta il cantonese è il Jianghu Chedu Fenyun Cuoyao Heji (江湖尺牘分韻撮要合集), scritto anch'esso all'inizio della dinastia Qing. Il dizionario è anonimo e il nome e contenuto dell'opera deriva dall'unione del Fenyun Cuoyao con un'altra opera, il Jianghu Chedu 江湖尺牍 di Yu Xuepu (虞學圃); il nome del suo dizionario, Jianghu 江湖 ("laghi e fiumi"), indica che era un'opera comoda da portarsi dietro nei viaggi. L'opera ha il pregio di accorpare più opere insieme e dunque più informazioni, ma rischia anche di accorpare gli errori. La prima edizione pervenuta del Jianghu Chedu Fenyun Cuoyao Heji è del 1782. Questo dizionario è stato usato da Samuel Wells Williams per scrivere il Syllabic Dictionary of the Chinese Language del 1874.
Al periodo Qing risalgono anche i primi studi sulla fonetica del cinese antico e sul primo cinese medio, che hanno portato poi agli studi moderni che hanno ricostruito entrambe le lingue.
La prima opera letteraria in cantonese (e che dunque attesta la lingua) è di poco successiva ai rimari è il Faazin Gei (花箋記, Faa1zin1 Gei3; pinyin: Huājiān Jì, "La storia della carta fiorita"), un'opera celebre e anonima risalente al tardo periodo Ming il cui primo esemplare pervenuto è del 1713. La storia, divisa in 5 volumi e 59 capitoli, appartiene al genere mukjyusyu (木魚書, muk6 jyu4 syu1; pinyin: mùyúshū, "libro del pesce di legno"), che si è originato nei canti buddisti cantati e accompagnati da uno strumento musicale a percussione, il pesce di legno. Il Faazin Gei racconta la storia di uno studioso che ama una donna affascinante a Suzhou ma è ostacolato nel matrimonio, finché non supera gli esami imperiali, diventa un burocrate al servizio dell'impero e riesce a sposare la donna. Il testo è in cinese letterario, ma contiene dei vocaboli in cantonese. Appartiene al filone dello Caizi Jiaren (il filone del "letterato di talento e della bella") e, nella trama, è simile al Chunhyang coreano.

## Ricostruzioni del proto-Yue
Un primo tentativo non sistematico di ricostruzione del proto-Yue è di William John McCoy jr. (1924-2007) nella sua tesi di dottorato alla Cornell University del giugno 1966. McCoy utilizzò in particolare i dati dei parlanti sze yap (四邑), una comunità di parlanti di cantonese di origine Han a Hong Kong e il secondo sotto-gruppo Han più numeroso; il sze yap (oggi "Ng yap", "Seiyap", "Siyi" 四邑) è anche un gruppo di varietà di cantonese che include la varietà di Taishan (o taishanese). I dati furono presi da una cinquantina di parlanti durante una permanenza a Hong Kong tra il 1964 e il 1965. Nella sua tesi svolta sotto la guida di N. C. Bodman, "Szeyap Data for a First Approximation of Proto-Cantonese", McCoy si basò poi sui dati dei rimari e battezzò la proto-lingua come "proto-cantonese", nome oggi in disuso siccome il nome dell'intera famiglia di dialetti è "Yue". Nella tesi, McCoy ricostruì le consonanti iniziali, le finali/code di sillaba, le vocali e i toni del pYue basandosi in particolare sul dialetto Yue di Taishan e su altri 17 dialetti, per un totale di oltre 4500 vocaboli.
La prima ricostruzione sistematica del pYue è di Tsuji Nobuhisa nella sua tesi di dottorato sempre alla Cornell University nell'agosto del 1977. Nella sua tesi svolta sotto la guida di Bodman e dello stesso McCoy, "Eight Yue Dialects in Guangxi Province, China, and Reconstruction of Proto-Yue Phonology", ha svolto anch'egli un lavoro di raccolta dati sul campo a Hong Kong e ha corretto il nome della proto-lingua in "proto-Yue". I dialetti Yue presi in considerazione sono il Rongxian (容縣), Cenxi (岑溪), Binyang (賓陽), Yulin, Nanning (南寧), Shinan, Cangwu (蒼梧), Sihe (思賀), Taishan (台山) e Haixin. I dialetti trattati sono dunque 10, ma quelli del Guangxi sono 8. La tesi di dottorato, inclusa la sezione in cui ricostruisce il pYue, è stata aggiornata in "Comparative phonology of Guangxi Yue dialects" (1980). Tsuji ha ricostruito le consonanti iniziali, ogni finale di sillaba e l'assetto tonale in pYue e ha usato anch'egli i rimari.
Una seconda ricostruzione del pYue riguarda le consonanti iniziali e gli stop consonantici senza rilascio udibile di suono ed è di Anne Yue in "Development of the stop endings in the Yue dialects" (2003) e Reconstruction of the Yue dialects II: Initials (2006).
L'ultima ricostruzione del pYue è la ricostruzione del solo sistema vocalico ed è di Karen Huang (2009) attraverso la comparazione di 18 dialetti Yue; questa ricostruzione segue per prima il metodo innovativo di non seguire i rimari e parte dei dati viene ripresa dal trattato di dialettologia di Tsuji del 1980. La sua ricostruzione è stata raffinata poi da Georg Orlandi (2020).

## Fonti per la ricostruzione
La prima fonte per la ricostruzione del pYue è tutto l'insieme dei dialetti Yue ancora parlati. In particolare, tra essi spicca il cantonese siccome è uno dei più prestigiosi, diffusi e meglio attestati fin dai secoli antichi. Siccome anche i dialetti sono lingue che evolvono nel tempo, le fonti più importanti sono le prime opere cinesi o non cinesi che attestano i dialetti. Pertanto, le pronunce dei sinogrammi nei dialetti Yue saranno quelle registrate nei primi dizionari. Alcuni dialetti, per motivi di prestigio minore o minore diffusione, hanno attestazioni più tarde o più scarse; a volte, in dialettologia, perfino alcuni dialetti viventi di cui non esistono attestazioni antiche sono poco studiati e le informazioni su tali dialetti derivano solo e unicamente da opere di dialettologia contemporanee che li hanno trattati.
Pertanto, la prima fonte per ricostruire il pYue è il Fenyun Cuoyao di Wen Qishi, un rimario in cui si osserva il cantonese all'inizio del periodo Qing. Il cantonese è il più antico dialetto Yue attestato. Il Fenyun Cuoyao si può affiancare al Jianghu, che unisce il Fenyun Cuoyao ad un altro dizionario di Yu Xuepu. Siccome i dizionari sono scritti nel periodo del mandarino tardo-imperiale, i caratteri usati seguono la pronuncia del cinese mandarino del periodo tardo-imperiale, cioè del periodo Qing.
La seconda fonte che dà informazioni sul cantonese antico (e dunque un dialetto Yue antico) è "A Grammar of the Chinese Language" di Robert Morrison, terminata a Macao forse il 2 aprile 1811 (in quanto la prefazione di Morrison indica questo luogo e questa data) e stampata nel 1815 insieme al primo dizionario di cantonese scritto da un non-cinese, "A Dictionary of the Canton Dialect, in three parts". Il dizionario, suddiviso in tre tomi, fu finito di stampare solo nel 1823. Robert Morrison è un reverendo e missionario britannico che sbarcò a Macao nel settembre del 1807 nel tentativo di imparare la lingua cinese locale (il dialetto cantonese primo-ottocentesco) per poi usarla per evangelizzare la popolazione e insegnarla ad altri missionari tramite la stesura di un dizionario; Morrison optò per il dialetto cantonese invece che il cinese mandarino siccome quest'ultima era la lingua dell'élite acculturata. Il vocabolario di Morrison è stato compilato nell'arco di alcuni anni, raccoglie anche i detti popolari e ordina i caratteri in base ai radicali Kangxi; in bibliografia, riporta alcune fonti, tra cui il Jianghu Chedu Fenyun Cuoyao. La trascrizione di Morrison non riporta però le consonanti aspirate e la modulazione tonale, nonostante parli nella prefazione della grammatica dei 4 toni del primo cinese medio e della divisione del tono ping/1° tono in un registro acuto e grave: giustifica la scelta spiegando che la flessione tonale non è strettamente necessaria per farsi capire, ma è necessaria se si vuole parlare bene ("The pronunciation of the Tones can only be learned from a living Instructor. They are not absolutely necessary to be understood in speaking Chinese; but are yet essential to good speaking. Hence an early attention to them is advisable"). Queste caratteristiche sono però recuperabili dalla prima ristampa con emendamenti perlopiù minori del 1865 e da altri dizionari ottocenteschi e in secondo luogo dal confronto con il cantonese contemporaneo. Il dizionario ottocentesco che segue quello di Morrison è "A Tonic Dictionary of the Chinese Language in the Canton Dialect" di Samuel Wells Williams, che aveva già scritto nel 1842 la prima grammatica completa di lingua cantonese ("Easy lessons in Chinese: or progressive exercises to facilitate the study of that language"). Nello stesso anno (1856), si colloca la 1° edizione di "Easy Phrases in the Canton Dialect of the Chinese Language" di Donald Bruce; la 2° edizione (1877) è stata riempita di pagine bianche per permettere agli studenti di prendere annotazioni.
La seconda fonte oggi messa parzialmente in discussione per ricostruire il pYue è una ricostruzione del primo cinese medio. Quest'ultima si basa a sua volta su un rimario, il Qieyun di Lu Fayan (601), compilato nell'arco di 20 anni e espanso poi dal Guangyun. Entrambe le opere sono pervenute. Una ricostruzione dell'intero Guangyun (9000 caratteri) è stata effettuata da William Baxter (2011). Tuttavia, sempre secondo Karen Huang, il pYue non discende dal primo cinese medio, ma è anteriore siccome le migrazioni di cinesi dal nord al sud sono anteriori; inoltre, critica l'uso dei rimari per la ricostruzione del pYue: il Qieyun infatti è un'opera che illustra un compromesso tra i dialetti del nord e del sud per confezionare una pronuncia artificiale dei sinogrammi per leggere in modo corretto le poesie in rima. Huang e Orlandi indicano anche come sinologi come Jerry Norman, Anne Yue e Weldon South Coblin abbiano ripudiato per primi l'idea di ricostruire varietà storiche di cinese dai rimari per concentrarsi sulla lingua viva, vera e parlata, cioè sui dati derivati dalle attestazioni dei dialetti. Huang di conseguenza ha ricostruito il sistema vocalico del pYue (2009) senza guardare i rimari ma limitandosi a comparare 18 dialetti Yue; prima ancora di lei, Anne Yue ha ricostruito le consonanti iniziali in pYue (2006) senza osservare i dati dei rimari. Georg Orlandi (2009) è più conciliante siccome spiega che i rimari non sono inutili o idiosincratici rispetto alla nascita del pYue, ma servono ad ampliare gli orizzonti e le possibilità all'interno della ricostruzione del pYue invece che essere preso come base assoluta per la ricostruzione e motivazione per non permettere lo studio di riflessi irregolari rispetto agli esiti attesi dal rimario; una ricostruzione che fa troppo affidamento sui rimari forza e ingessa la ricostruzione.
Siccome il pYue è una proto-lingua unificata e di passaggio tra i dialetti Yue e il primo cinese medio (stando alla teoria classica), solitamente l'ordine di ricostruzione rispecchia in primis il raggruppamento dei dialetti cinesi in delle macro-famiglie su cui vige un consenso e il tracciamento di una cronologia storica (per cui si ipotizza la discendenza da una lingua comune) seguita dalla ricostruzione delle proto-forme dei dialetti e infine la ricostruzione della lingua da cui discendono dalla comparazione di ogni proto-lingua derivata. Nel caso del pYue, siccome la prima ricostruzione riguarda il sistema vocalico ed è del 2009, il pYue è stato oggetto delle prime ricostruzioni dopo la ricostruzione dell'EMC. Per esempio, Li Fang-Kui già nel 1971 aveva ricostruito l'EMC.

### Fonti sul cantonese antico
Si riassumono in tabella le fonti che trattano il cantonese antico; tutte le fonti sono pre-ottocentesche e l'anno, salvo diversa indicazione, si riferisce alla pubblicazione.
In una fonte in particolare, "A Chinese–English Dictionary" di Herbert Allen Giles, usa il noto sistema di trascrizione Wade-Giles per indicare la pronuncia del cinese di Pechino e inserisce anche numerosi dialetti cinesi e pronunce dei sinogrammi nelle lingue sino-xeniche: inserisce il cantonese ottocentesco, shanghainese, Theochew, Ningbo, sichuanese, fuzhouhua, Amoy hokkien, wenzhounese, hakka/kejia e il dialetto di Yangzhou, oltre al giapponese, coreano e vietnamita. Il dizionario è stato compilato tra il 1874 e il 1892.
| Opera | Autore                               | Anno                                                                        |
| --- | ------------------------------------ | --------------------------------------------------------------------------- |
| Fenyun Cuoyao (分韵撮要)                                                                                                  | ?                                    | 1644 (dopo il...)                                                           |
| Jianghu Chedu Fenyun Cuoyao Heji (江湖尺牘分韻撮要合集)                                                                   | ?                                    | dopo il Fenyun Cuoyao; 1782 (1º esemplare)                                  |
| A Grammar of the Chinese Language                                                                                         | Robert Morrison                      | 1815                                                                        |
| A Dictionary of the Canton Dialect, in three parts                                                                        | Robert Morrison                      | 1815                                                                        |
| Easy lessons in Chinese: or progressive exercises to facilitate the study of that language                                | Samuel Wells Williams                | 1842                                                                        |
| A Tonic Dictionary of the Chinese Language in the Canton Dialect                                                          | Samuel Wells Williams                | 1856                                                                        |
| Easy Phrases in the Canton Dialect of the Chinese Language                                                                | Donald Bruce                         | 1856 (1ª edizione) 1877 (2ª edizione)                                       |
| An English and Cantonese Pocket Dictionary: For the Use of Those who Wish to Learn the Spoken Language of Canton Province | John Chalmers                        | 1859                                                                        |
| Select Phrases and Reading Lessons in the Canton Dialect                                                                  | John Glasgow Kerr; William Lobscheid | 1864 (1ª edizione) 1867 (2ª edizione) 1888 (6ª edizione) 1889 (7ª edizione) |
| Gramatica elemental de la lengua China, dialecto cantonés [scritto in spagnolo]                                           | Benjamin Castañeda                   | 1869                                                                        |
| A Chinese dictionary in the Cantonese dialect                                                                             | Ernest John Eitel                    | 1877                                                                        |
| A Chinese and English Phrase Book in the Canton Dialect                                                                   | Thomas Lathrop Stedman; K. P. Lee    | 1888                                                                        |
| Cantonese Made Easy: A Book of Simple Sentences in the Cantonese Dialect, with Free and Literal Translations              | James Dyer Ball                      | 1888                                                                        |
| A Chinese-English Dictionary                                                                                              | Herbert Allen Giles                  | 1892 (1ª edizione) 1912 (2ª edizione)                                       |

### Sistema di trascrizione Morrison (1815; 1865)
Si traccia una breve introduzione al sistema di romanizzazione Morrison (1815), in parte presentato già nella prefazione della sua grammatica e osservabile sia dalla grammatica che dal dizionario; la romanizzazione Morrison viene affiancata dalla controparte in Jyutping. Le differenze possono essere spiegate in termini di errori di scrittura, di scelte di romanizzazione o di evoluzione linguistica in base a uno studio più approfondito. Si ricorda che Morrison non trascrive le aspirazioni e la flessione tonale, nonostante nella grammatica spieghi i 4 toni del primo cinese medio. Tuttavia, nella prima ristampa (1865), un trattino indica le aspirazioni; la differenza tra suoni alveolari e palatali viene preservata. Le parole polisillabiche in cantonese sono separate da Morrison in trascrizione con il trattino/hyphen.
- "Jyu" /y/ diventa "U", ma se seguita da stop -t diventa "Uet". /ym/ si rende come "Um". Possiede anche la versione con il diacritico "ŭ".
- La sillaba /yn/ invece (oggi "jyun; -yun") viene romanizzata "une; -une": la vocale finale è un falso amico (curiosamente non la rende come "un").
- "Joeng" viene resa -"Yaong" e.g. in 洋, 羊, 样, 养.
- -"aau" viene resa come -"aou", con una vaga somiglianza non il francese (non è resa "aaw").

| Morrison                             | Jyutping                          |
| ------------------------------------ | --------------------------------- |
| a                                    | aa                                |
| ae; ai [1865]                        | aai                               |
| ă                                    | a                                 |
| ăou, ăw                              | au                                |
| aou                                  | au                                |
| ei, ey; ä? e?                        | ai                                |
| ay, -e                               | e                                 |
| ei                                   | ei                                |
| o                                    | o (lunga)                         |
| ŏ                                    | o (breve)                         |
| oa (e.g., -oang)                     | o (e.g., -ong)                    |
| oo                                   | wu, -u-                           |
| -y (e.g., ay, oy, ooy)               | -i (e.g., ai, oi, ui)             |
| oe, oy                               | oi                                |
| -w (e.g., aw, ow)                    | -u (e.g., au, ou)                 |
| uy                                   | eoi /ɵy/                          |
| u, eo                                | oe /œ/                            |
| ee, -ee (e.g., meen, leem)           | ji, -i- (e.g., min. lim)          |
| -e- (e.g, 衣)                        | -i-                               |
| -ew                                  | -iu                               |
| w- (e.g., wa, wan, wae, woang, wooy) | w- (e.g, wa, wan, wai, wong, wui) |
| y- (e.g., ya, ye)                    | j- (e.g., ja, je)                 |
| ts                                   | c                                 |
| ts' [1865]                           | - - -                             |
| ch [palatale]                        | - - -                             |
| ch' [1865]                           | - - -                             |
| s                                    | s                                 |
| sh [palatale]                        | - - -                             |
| sze                                  | si                                |
| tsze                                 | zi                                |
| p                                    | p                                 |
| p' [1865]                            | - - -                             |
| t                                    | t                                 |
| t' [1865]                            | - - -                             |
| k                                    | k                                 |
| kh' [1865]                           | - - -                             |
| f                                    | f                                 |
| h                                    | h                                 |
| m                                    | m                                 |
| n                                    | n                                 |
| l                                    | l                                 |
| -p                                   | -p                                |
| -t                                   | -t                                |
| -k                                   | -k                                |
| -m                                   | -m                                |
| -n                                   | -n                                |
| -ng                                  | -ng                               |
| g                                    | ng                                |
| lng                                  | ng sonante (e.g., 唔 ng2)         |
| lm                                   | m sonante (e.g., 五 m5)           |

La trascrizione di g- per indicare ng- è stata modificata nella ristampa del dizionario di Morrison, che risale al 1865. Come spiegato nella prefazione, l'opera è una ristampa con degli emendamenti minori.
Già nel dizionario di Morrison del 1815 si trovano alcune irregolarità isolate (errori di stampa riconscibili dal manoscritto originale di Morrison? Errori di trascrizione? Scelte di romanizzazione per avvicinarsi meglio all'inglese o rimarcare alcune caratteristiche di pronuncia in cantonese? Pronuncia evoluta? Prestiti ripescati in un secondo momento dal cinese mandarino?); spesso gli esempi sono problematici riguardo alla vocale di sillaba. Si riportano solo alcuni esempi:
| Hanzi | Morrison | Jyutping |
| ----- | -------- | -------- |
| 今    | gum      | gam1     |
| 心    | sum      | sam      |
| 人    | yŭn      | jan4     |
| 行    | hang     | hong4    |
| 时    | she      | si4      |
| 四    | sze      | sei3     |
| 既    | kay      | gei3     |
| 为    | wei      | wai4     |

## Ricostruzione (Yue, Orlandi)

### Considerazioni iniziali
La ricostruzione parte da alcune considerazioni incentrate in primis sulle analogie tra EMC e cantonese antico, a loro volta attestabili già nella grammatica e nel dizionario di Morrison (1815):
- il cantonese registrato nel vocabolario di Robert Morrison, dunque il cantonese fino a inizio Ottocento, preserva ancora la distinzione tra suoni alveolari e palatali dall'EMC, per cui in EMC *dz-, *ts- e *tsh- erano diversi da *dzy-, *tsy- e *tshy-; lo stesso Morrison però indica che tale distinzione si stava perdendo. Nel cantonese contemporaneo, la distinzione è perduta ma è ricostruibile dal dizionario di Morrison. Quindi, il proto-Yue distingueva tra questi due tipi di consonanti, mentre oggi invece tutti i suoni palatali hanno subito una convergenza nei suoni palatali.
- Il cantonese preserva svariate nasali velari iniziali *ng- a inizio sillaba (ancora di più il Taishan).
- Il cantonese, come gran parte dei dialetti meridionali, non palatalizza le velari *gj-, *kj- e *khj- dell'EMC, contrariamente ai dialetti del nord e al cinese moderno standard, basato in gran parte sulla varietà di Pechino.
- Il cantonese preserva la *mj- presente in EMC in sillabe in cui in cinese moderno standard si è mutata in /w/- dopo una lenizione in un suono labiodentale */ɱ/, il che potrebbe essere interpretato come una vocalizzazione a seguito di una lenizione consonantica.
- Il cantonese preserva i tre stop consonantici senza rilascio udibile di suoni *-p, *-t, *-k a fine sillaba insieme alle tre code nasali -m, -n e -ng. Il cantonese di Hong Kong ha perso la distinzione tra la *-m e *-n in EMC nelle sillabe che iniziavano con un suono bilabiale in EMC mutato poi nella moderna f-. Tuttavia la varietà di cantonese di Taishan preserva ancora la distinzione siccome preserva *-m, il che punta a una preservazione totale in proto-Yue.
- Il cantonese perderebbe lo stacco glottale a inizio sillaba, che però alcuni linguisti segnalano nella trascrizione IPA invece di inserire un'iniziale-zero.
- Alcuni parlanti di Hong Kong non distinguono n- e l-, che però nella varietà di Taishan e negli altri dialetti Yue sono ben distinte, per cui il proto-Yue distingueva nettamente questi suoni.
- In cantonese, la semivocale mediale *-j- si è persa, per cui molti dittonghi originali si sono monottongati, ma molti altri dialetti Yue la conservano, per cui anche il proto-Yue la conservava. Presumibilmente, molti cambiamenti vocalici in cantonese derivano dalla caduta di questa semivocale.
- Nei dialetti Yue, la semivocale mediale arrotondata *-w- si è persa, per cui molti dittonghi originali si sono monottongati, ma il dialetto di Tengxian è l'unica che l'ha preservata, per cui anche il proto-Yue la conservava. Molti altri cambiamenti vocalici in cantonese si possono spiegare anche con la caduta di quest'altra semivocale.

Siccome gli altri dialetti non ritengono questi tratti conservativi, non solo i dialetti Yue sono evoluti in grado minore e dunque sono conservativi, ma il proto-Yue è nato prima ancora che avvenissero dei mutamenti in cinese medio ereditati dagli altri dialetti fin dalla nascita, siccome il primo cinese medio è seguito dal tardo cinese medio.
Riguardo ad alcune differenze già attestate nella grammatica e dizionario di Robert Morrison (1815):
- La distinzione netta tra consonante non aspirata sorda e sonora è stata persa nei dialetti Yue, diversamente dallo shanghainese e dall'antico Xiang (Old Xiang).
- Il cantonese, come tutti gli altri dialetti meridionali, ha perso i suoni retroflessi attestati in EMC e in cinese degli Han orientali come allofoni di cluster con *-r- mediale come secondo membro (secondo la ricostruzione di Weldon Coblin).
- *bj-, *pj- e *phj-, ricostruiti in EMC, mutano in f- per labiodentalizzazione, probabilmente preceduta da una lenizione (come avvenuto per esempio in tardo cinese medio *pj- > *pf- e *phj- > *pfʰ-).
- La velare sorda aspirata *kh- dell'EMC è mutata in h- o f- in gran parte dei dialetti Yue.
- Alcune aspirazioni *h- e *x- in EMC convergono in -f o cadono.
- La *ny- dell'EMC cade completamente o muta in una semivocale j- in cantonese.
- Il cantonese ha sviluppato due sonanti (anche l'hokkien e lo shanghainese hanno sviluppato le sonanti), /m̩/ e /ŋ̩/, presumibilmente dalla caduta del nucleo vocalico da una consonante.

### Consonanti iniziali
Le consonanti ricostruite in proto-Yue sono già indicate in Huang (2009): nonostante l'articolo sia focalizzato sul sistema vocalico, inserisce svariati esempi di consonanti in pYue e di loro riflessi nei vari dialetti. Si inserisce il riflesso nel dialetto di Guangzhou/Canton (GZ). La ricostruzione di Huang indica le consonanti con l'IPA e non con un sistema di romanizzazione per assicurare la massima precisione, nonostante tale sistema sia di difficile digitazione. I riflessi in GZ sono indicati in IPA e sono affiancati ai riflessi conservativi segnalati nella grammatica e dizionario di Morrison (1815; ristampa con correzioni nel 1865): a inizio Ottocento, i suoni alveolari e palatali erano ancora differenziati, nonostante la pronuncia oscillasse.
In base ai mutamenti individuati da Huang, si possono individuare almeno due fasi all'interno del pYue, una fase più antica e una fase più tarda. Sono segnalati solo i cambiamenti nella fase tarda.
La ricostruzione completa del sistema consonantico del pYue fa comunque riferimento a quella di Anne Yue (2006), basata sulla trascrizione IPA. L'autrice ha preso svariati dialetti Yue rappresentativi dell'evoluzione fonetica per evitare di comparare un corpus eccessivamente grosso di dati di numerosi dialetti, siccome il lavoro sarebbe troppo lungo, faticoso e dispersivo. Alcuni dialetti usati sono il cantonese (Hong Kong), Guiping, Guixian, Taishan, Zhongshan, Nanning Pinghua, Rongxian, Cangwu e Kaiping.
p99
| pYue antico  | tardo pYue             | GZ (1815 > oggi)      |
| ------------ | ---------------------- | --------------------- |
| *ʔ- ~ *∅-    | -                      | ∅- ~ ʔ-               |
| *p-          | -                      | p-                    |
| *pʰ-         | *h- ~ *ɸ-              | f-                    |
| *bʱ-         | -                      | pʰ-                   |
| *t-          | -                      | t-                    |
| *tʰ-         | -                      | tʰ-                   |
| *dʱ-         | -                      | tʰ-                   |
| *k-          | -                      | k                     |
| *kʰ-         | -                      | h-                    |
| *gʱ-         | *kʰ-                   | kʰ-                   |
| *β- > *ɸ-    | -                      | f-                    |
| *k-          | -                      | k-                    |
| *dʑ-         | *tɕ-                   | tɕ- > ts-             |
| *tɕ-         | -                      | tɕ- > ts-             |
| *dʑʱ-        | *tɕʰ-                  | tɕʰ- > tsʰ-           |
| *s-          | -                      | s-                    |
| *z-          | -                      | z-                    |
| *ʑ-          | *ɕ-                    | ɕ- > s-               |
| *ɕ-          | -                      | ɕ- > s-               |
| *j-          | -                      | j-                    |
| *w-          | -                      | w-                    |
| *l-          | -                      | l-                    |
| *m-          | -                      | m-                    |
| *n-          | -                      | n-                    |
| *ŋj-         | *ȵ-? (Taishan: > *ŋ-?) | j- (Taishan: ᵑɡ-)     |
| *ŋ-          | *ŋ-                    | ŋ-; Taishan: ᵑg-      |
| *ts-         | -                      | ts- (dialetti: t-)    |
| *tsʰ-        | -                      | tsʰ- (dialetti: t͡ʃʰ-) |
| *dz-         | *ts-                   | ts-                   |
| *z-          | *ts-                   | ts-                   |
| *dzʱ-        | *tsʰ-                  | tsʰ-                  |
| *ɖ- > *dʑ-?  | *tɕʰ-                  | tɕʰ- > tsʰ-           |
| *ʈ-          | *tɕ-                   | tɕ- > ts-             |
| *ʈʂ-         | *tɕ-                   | tɕ- > ts-             |
| *ʈʂʰ-        | *tɕʰ-                  | tɕʰ- > tsʰ-           |
| *ɖʐ- > *dʑ-? | *tɕʰ-                  | tɕʰ- > ts-            |
| *ʂ-          | *ɕ-                    | ɕ- > s-               |
| *ʐ- > *ʑ-?   | *ɕ-                    | ɕ- > s-               |
| *h-          | -                      | h-                    |
| *hj-         | *j- [> *z-]            | j- [z-]               |
| *x-          | *ʍ-                    | f-                    |
| *ɣ-          | -                      | j-                    |
| *gl-         | -                      | kʰ- ~ l-              |
| *kʰl-        | -                      | pronuncia oscillante  |
| *kl-         | -                      | pronuncia oscillante  |
| *dl-         | -                      | pronuncia oscillante  |
| *thl-        | -                      | pronuncia oscillante  |
| *jl-         | -                      | pronuncia oscillante  |
| *ɣl-         | -                      | pronuncia oscillante  |
| *sl-         | -                      | pronuncia oscillante  |

La *p- in numerosi dialetti (ma non in cantonese) muta in /b/ sonora a causa dell'influenza dei dialetti limitrofi. Questi due suoni sono parzialmente reinseriti nel paper di Huang. Viceversa, la *bʱ- in svariati dialetti tende a desonorizzarsi in pʰ- in svariati dialetti, tra cui il cantonese, mentre in altri l'aspirazione resta leggermente sonora: /pʱ/. La *p- inoltre in alcuni dialetti Yue, quando non muta in /b/ per sonorizzazione, muta in /v/ per labiodentalizzazione. Questa labiodentalizzazione forse proviene da una lenizione consonantica, come avvenuto tra il primo cinese medio e il tardo cinese medio: *pj- > *pf- e *phj- > *pfʰ-.
La *t- in alcuni dialetti può cadere, forse a seguito di una lenizione che l'ha mutata in uno stacco glottale *ʔ- attestato in Kaiping.
Sia *dʱ- che *tʰ- convergono in tʰ- in cantonese, ma la prima dei due in quasi tutti i dialetti si desonorizza, mentre la seconda si debuccalizza in un'aspirazione /h/.
La *pʰ- si lenisce a priori e converge in f- in cantonese, che tra le altre fonti ha *β- e *x-. Quando deriva da *β-, una fricativa bilabiale sonora, questo suono originale è individuabile siccome i suoi riflessi in Sihe, Rongxian, Nanning pinhua sono ɸ-, cioè lo stesso suono ma sordo. Quando deriva da *pʰ-, il dialetto Shunde preserva questo suono.
La *h- e *kʰ- convergono in cantonese in h- ma nel secondo caso, la pronuncia del dialetto di Longzhou preserva il suono originale, mentre a Baitai il suono si fricativizza per lenizione consonantica in /x/.
La *ɣ- si è debuccalizzata in ogni dialetto e desonorizzata in /h/, tranne in quello di Rongxian, in cui resta sonora, /ɦ/.
Le consonanti retroflesse, ricostruite in pYue e presenti in EMC e in cinese degli Han orientali (secondo Weldon Coblin, come allofono di un cluster con *-r- mediale come secondo membro), sono perse già in una seconda fase tarda del pYue siccome nessun dialetto le preserva direttamente ma ne preserva un riflesso nelle mutazioni vocaliche. Da simili mutazioni già all'interno del pYue, ottenibili attraverso la ricostruzione interna (e non la ricostruzione esterna tra dialetti imparentati), si può eventualmente periodizzare il proto-Yue in più fasi (e.g., proto-Yue antico e tardo proto-Yue).
Il nesso *hj- è evoluto diversamente in Taishan, Xinhue e Kaiping: dal tardo pYue *j- è emersa *z-, da cui deriva il riflesso z- in questi tre dialetti.
La perdita della distinzione tra consonante non aspirata sorda e sonora si è persa in ogni dialetto Yue, per cui questa perdita risale direttamente al pYue.
Secondo Anne Yue, l'aspirazione sonora /ɦ/ nei dialetti Rongxian, Cenxi, Binyang e Shinan (tutti dialetti della stessa area e sottodivisione) deriva dalla sonorizzazione di *h- dal pYue a causa della colorazione tonale yang della sillaba.
In alcuni dialetti, *w- muta in /v/ per rinforzo articolatorio.
Stando alle ricostruzioni dell'EMC e del LHan, la *β- prima del proto-Yue (pre-Yue) deriva da tre suoni bilabiali seguiti da *-j-: *bj-, *pj- e *phj-. Huang non ricostruisce anche una controparte sorda *ɸ- in pYue. Allo stesso modo, i suoni retroflessi in base al LHan in pre-Yue da dei cluster con *-r- al secondo membro.
Il cluster *gl- deriva dall'osservazione della pronuncia colloquiale nei dialetti Yue, in cui /kʰ/ viene scambiata con /l/. Anne Yue riconduce questa pronuncia a un originario cluster. Alcuni cluster sono dunque ricostruiti di conseguenza in base ad altre osservazioni, in cui la pronuncia oscilla tra la consonante laterale sonora /l/ e un'altra consonante.

### Code di sillaba
Le code di sillaba in proto-Yue corrispondono pienamente a quelle del primo cinese medio (EMC):
| pYue | EMC  | GZ                      |
| ---- | ---- | ----------------------- |
| *-∅  | *-∅  | -∅                      |
| *-p  | *-p  | -p                      |
| *-t  | *-t  | -t                      |
| *-k  | *-k  | -k                      |
| *-m  | *-m  | -m; fVn (Taishan: -fVm) |
| *-n  | *-n  | -n                      |
| *-ng | *-ng | -ng                     |

L'unica mancata corrispondenza nel dialetto cantonese è la coda *-m in sillabe che iniziano per consonante fricativa f-, qualunque sia la sua origine: la coda che si trova non è una consonante nasale bilabiale /m/, ma alveolare /n/. Quindi, in sillabe con una qualunque vocale V che iniziano per f- (fV), la struttura nel caso in cui hanno una coda nasale è sempre fVn e fVng ma mai **fVm: in altre parole, le sillabe che iniziano per f- non ammettono la coda di sillaba -m. Ma la varietà di cantonese di Taishan conserva il suono bilabiale /m/, per cui si evince che l'antica *-m era presente fin dal proto-Yue per poi dissimilarsi in -n nel cantonese.

### Sistema vocalico
La ricostruzione del sistema vocalico del pYue da parte di Orlandi (2020) si basa su una modifica della ricostruzione di Huang (2009) basata a sua volta sulla comparazione di 18 dialetti di famiglia Yue: Guangzhou/Canton (GZ), Huashan (HS), Bao'an shajin (BA), Cangwu (CW), Sihe (SH), Dongguan guancheng (DG), Xinjie jintian (XJ), Zhongshan (ZS), Zhuhai qianshan (ZH), Rongxian (RX), Cengxi (CX), Binyang (BY), Shunde daliang (SD), Gaoming mingcheng (GM), Nanning pinghua (NP), Xinhui (XH), Taishan (TS), Enping niujiang (EP), Kaiping chikan (KP) e Heshan (HE). Tuttavia, il cantonese preso in considerazione da Huang non è la prima varietà storica colloquiale attestata nella grammatica di Morrison, finita di scrivere nel 1811, e nel dizionario di Morrison, il cui primo volume è stato pubblicato nel 1815: è una varietà evoluta di 200 anni. La trascrizione di entrambi gli autori, al fine di essere precisa, usa i simboli dell'alfabeto fonetico internazionale IPA, anche se è difficile da digitare.
Secondo Orlandi, il pYue possiede 7 vocali, prese dalla ricostruzione originale di Huang che possedeva 9 vocali, un numero secondo la stessa Huang molto alto per una proto-lingua già tonale. La Huang ha ricostruito 9 vocali per spiegare un sistema vocalico in cui la colorazione tonale suddivisa in registro acuto e grave deriva dalla pronuncia intrinseca delle vocali, in alcune con la radice della lingua in posizione avanzata e in alcune no. La posizione della radice della lingua avanzata si abbassa in sillabe aperte (*i, *y, *u, *o, *æ) e non in quelle chiuse (*ɪ, *ɛ, *ɑ,*ʊ), contribuendo alla colorazione. Orlandi tuttavia spiega che il fenomeno linguistico dell'avanzamento della radice della lingua viene usato solo per spiegare l'armonia vocalica e specificatamente nelle lingue africane e usato solo in un secondo momento usato per spiegare fenomeni vocalici e/o tonali in lingue non-africane talvolta senza le prove sperimentali che questa teoria sia corretta, pertanto ricostruisce nuovamente l'inventario fonetico senza tenere conto di questo fenomeno. L'inventario di vocali del pYue è dunque composto da: *i, *y, *u, *o, *ɔ, *ɪ, *ɛ, *a, *ɐ. Solo la *ɛ, *o, *ɐ compaiono unicamente in sillabe chiuse (da una qualunque consonante in coda di sillaba), per cui si possono indicare come *ɛC, *oC *ɐC, dove "-C" indica una qualunque consonante in coda di sillaba. La **ɪ non viene ricostruita perché la sua distribuzione è presente nell'area interna di Guǎnlián (莞簾), pertanto è molto limitata ed è interpretata come un'innovazione locale successiva al pYue; la sua pronuncia sarebbe poi una semplice variante colloquiale di /ɛ/, per cui potrebbe discendere da una variante di pronuncia locale di tale vocale ereditata dal pYue. In base ai riflessi contemporanei, *y e *u sono rimaste vocali distinte tranne nel dialetto di Taishan, dove hanno subito una convergenza.
Secondo Orlandi, il pYue antico possedeva in una prima fase antica solo dei monottonghi e nessun dittongo o trittongo: in pYue sono ricostruibili 3 dittonghi in una fase più tarda derivati da un allungamento vocalico in una sillaba aperta, per cui 3 vocali in origine monomoraiche/brevi sono diventate bimoraiche/lunghe; successivamente, la vocale lunga si è fratturata in un dittongo, per cui da un monottongo è nato un dittongo (usato in sillabe non chiuse, dunque senza una coda di sillaba):
- *i > *i: > *ij > *ej

- *u > *u: > *uw > *ow

- *y > *y: > *øy

Questo fenomeno è anche alla base del Great Vowel Shift durante l'inglese rinascimentale ed è stato collegato ai dialetti Yue da Pulleyblank (1997). Questa mutazione ha anche portato alla nascita in tardo proto-Yue delle semivocali *w e *j, che Huang aveva indicato come *u̯ e *i̯; ma tali semivocali sono presenti solo in posizione di coda di sillaba, formando sillabe chiuse. Huang, di contro, aveva ricostruito fin dal proto-Yue antico 19 dittonghi adattati alla sua teoria sulla colorazione tonale (*i̯æ, i̯o, i̯ɑ, i̯u, u̯æ, u̯e, u̯o, u̯ɑ, u̯i, uə, æi̯, oi̯, ɑi̯, ui̯, æu̯, ɛu̯, ou̯, ɑu̯, iu̯) e 2 trittonghi (*u̯æi̯, u̯ɑi̯).
Salvo errori di trascrizione e lacune da parte di Robert Morrison (comunque in parte corrette nella ristampa del 1865), lo stesso dizionario di Robert Morrison attesta che nel 1811 svariate vocali in cantonese primo-ottocentesco non si erano ancora dittongate. Altri materiali prodotti dai missionari sull'antico dialetto colloquiale mostrano lo stesso fenomeno. Per cui, gli altri dittonghi e tutti i trittonghi esistenti sono rielaborazioni successive al pYue.
Tutte le vocali lunghe nei dialetti Yue contemporanei sono formazioni successive al tardo pYue e derivano dal rimaneggiamenti di alcuni antichi dittonghi posteriori al tardo pYue; le vocali lunghe sono già attestate in cantonese primo-ottocentesco attraverso il dizionario di Morrison.
Alcuni dittonghi, trittonghi e vocali lunghe potrebbero però derivare da prestiti in cinese letterario e colto nel vocabolario colloquiale dei dialetti Yue, per cui la pronuncia mostra irregolarità rispetto ai mutamenti vocalici delle fasi antiche dei dialetti Yue siccome la pronuncia ricalca una varietà colta la cui pronuncia storica è stata ricostruita. Ma per confermare questa possibilità, il substrato di cinese non-Yue va identificato, datato e studiato.
I riflessi dal proto-Yue al dialetto cantonese "GZ" (dunque alla varietà più nota e prestigiosa) entrambi in IPA sono indicati in tabella. La -C indica una consonante qualunque in coda di sillaba:
| pYue           | GZ |
| -------------- | -- |
| *i             | i  |
| *i > *i: > *ei̯ | ei̯ |
| *y             | y  |
| *y > *y: > *œɥ | øɥ |
| *u > *uw > *ou̯ | ou̯ |
| *uC            | uC |
| *a             | a  |
| *ɔ             | ɔ  |
| *oC            | oC |
| *ɛC            | eC |
| *ɐC            | ɐC |

Nelle ricostruzioni delle vocali basate sui rimari, dunque diverse da quella di Huang-Orlandi, gli studiosi hanno notato poi uno shift tra il sistema di rime dell'EMC e il sistema di rime nel proto-Yue, per cui il nucleo di sillaba nelle rime originali è mutato in proto-Yue secondo un pattern regolare. Varie ipotesi si sono susseguite per spiegare questa transizione vocalica.

### Toni
I toni in cantonese seicentesco sono ereditati da una struttura a 4 toni (tono piatto, ascendente, decrescente e entrante) che si può mettere in parallelo alla struttura tonale dell'EMC. La tonogenesi era già avvenuta entro la comparsa dell'EMC: il tono crescente in EMC e pYue deriva dalla caduta di un antico stacco glottale a fine sillaba presente in cinese antico e forse anche nel cinese degli Han orientali (LHan), mentre il tono discendente deriva dalla caduta di un'antica *-s a fine sillaba in cinese antico, lenitasi in cinese degli Han orientali in una *-h per debuccalizzazione.
I 4 toni sono però raddoppiati in base alla distinzione assente in EMC tra un registro yin e un registro yang, ovvero tra un registro acuto e uno grave; i nomi stessi suggeriscono il registro, siccome "yang" significa "caldo, maschile, vigoroso, ampio, energico". Gli dialetti cinesi hanno sviluppato anch'esse lo split tonale, ma molte categorie si sono perdute, mentre lo Yue le conserva tutte e otto. Solitamente, il registro yang si trova in presenza di consonanti iniziali sonore, mentre il registro yin si trova in presenza di consonanti iniziali sorde. Secondo la ricostruzione di Huang, gli 8 toni del cantonese non sono ereditati direttamente dall'EMC.
Se si osserva il primo rimario pervenuto in cantonese, il Fenyun Cuoyao, i toni in cantonese seicentesco sono suddivisi in 33 gruppi di sillabe (yunbu). I toni registrati nel Fenyun Cuoyao, in riferimento al cantonese seicentesco, sono indicati con i concetti di "yin" e "yang" per indicare due diverse altezze; essi sono 阴平、阳平、阴上、阳上、阴去、阳去、阴入、阳入. Nella sua grammatica di cantonese, finita di scrivere nel 1811, Robert Morrison si limita a descrivere i 4 toni dell'EMC collegandoli al cantonese, ma non marca i toni nel dizionario e non descrive il sistema a 8 toni del cantonese primo-ottocentesco. La ristampa del suo dizionario nel 1865, nonostante l'aggiunta delle consonanti aspirate, non aggiunge la modulazione tonale, per cui i toni in cantonese sono descritti da opere di non-cinesi più tarde.
La teoria della posizione della laringe per la colorazione tonale in pYue, secondo Huang, ha spiegato l'origine dello split tonale in cantonese, che dunque l'ha ripresa dagli studi sull'armonia vocalica nelle lingue africane e l'ha proposta per i dialetti Yue; questa teoria è stata anche usata da Kenneth J. Gregerson per spiegare un analogo split tonale in vietnamita nel 1976, per cui gli studiosi hanno provato a riadattare la teoria dalle lingue africane alle lingue asiatiche (sinitiche e austroasiatiche). Per la precisione, Gregerson cita questa teoria a partire dalla sua applicazione da parte di J. M. Stewart nella lingua Akan, una lingua parlata in Ghana per spiegare l'armonia vocalica tipica dell'area in cui è parlato l'Akan; il paper cita anche altre lingue africane come la lingua Igbo.
Huang ha provato a sostituire lo split tonale come derivato da una distinzione tra vocali brevi e lunghe secondo Jerry Norman con quest'altra teoria originatasi nello studio delle lingue africane. Ma questa teoria è stata rigettata da Orlandi, che però non parla dello split tonale nei dialetti Yue.
In mancanza di una spiegazione definitiva, lo split tonale nei dialetti Yue sarebbe derivato secondo Norman dal proliferare di vocali lunghe come innovazioni successive al tardo proto-Yue: tali vocali hanno infatti contrastato con le vocali brevi, a tutto ciò, si aggiunge la corrispondenza tra consonanti sorde e sonore.
Una ricostruzione dei registri sistema tonale in pYue è offerta nella prima parte della ricostruzione di Anne Yue: la parte seconda si occupa delle consonanti iniziali, ma la prima parte si occupa della ricostruzione delle 8 categorie tonali del pYue, attestate nel Fenyun Cuoyao. Il numero "5" indica la massima altezza vocale nel registro acuto, mentre il numero "1" indica l'altezza vocale più bassa e calda nel registro grave. Esse, ricostruite attraverso una vasta comparazione di 96 dialetti Yue e varietà dialettali, sono:
- 阴平: 55
- 阳平: 11
- 阴上: 3-5 oppure 4ʔ
- 阳上: 2-4 oppure 2ʔ
- 阴去: 4-3
- 阳去: 2-1
- 阴入: 5; 4
- 阳入: 2

Solo l'ultimo tono, lo Yang-ru, è un tono molto incerto siccome solo 2 dialetti su 96 lo attestano. Il tono entrante si trova solo in sillabe chiuse da *-p, *-t, *-k. Il tono ascendente in entrambi i registri si può ricostruire sia come un comune tono ascendente, sia come una vocale seguita da uno stacco glottale/colpo di glottide ereditato dal cinese antico e/o dal cinese degli Han orientali, secondo la ricostruzione di Baxter-Sagart (2014) e di Weldon South Colbin (1983). Se questa ricostruzione con lo stacco glottale è corretta e il pYue non è derivato direttamente dall'EMC ma da una varietà di cinese anteriore, lo stacco glottale può essere un punto di collegamento tra pYue e una varietà antecedente al primo cinese medio. Nei dialetti cinesi, si possono trovare altri stacchi glottali a fine sillaba, ma derivano da una lenizione dei tre stop *-p, *-t, *-k tramite debuccalizzazione.